# Forte do Cão
O Forte do Cão, também referido como Fortim do Cão, localiza-se no lugar da Gelfa, ao sul de Âncora, no município de Caminha, distrito de Viana do Castelo, em Portugal.
Encontra-se classificado como Imóvel de Interesse Público desde 1967.

## História
Com o fim da Guerra da Restauração (1640-1668), foi um dos quatro fortins edificados no litoral entre Caminha e Viana do Castelo com o objetivo de reforçar a defesa da costa atlântica do Alto Minho, vulnerável a um possível ataque da Armada espanhola. Os demais foram o Forte de Vinha, na Areosa, o Forte de Montedor em Carreço, e o Forte da Lagarteira em Vila Praia de Âncora. Estes somavam-se ao Forte da Ínsua, construído durante aquele conflito para defesa da barra sul do rio Minho.
Nessa linha, à época, foram remodeladas fortificações já existentes como o Castelo de Valença, o Castelo de Vila Nova de Cerveira e o Forte de Santiago da Barra. Para complemento da defesa da margem esquerda (sul) do rio Minho foi erguido o Forte de São Francisco de Lovelhe (ou de Lobelhe), em Vila Nova de Cerveira.
O fortim do Cão foi erguido entre 1699 e 1702, com a função de defesa daquele trecho da costa, na foz do rio Âncora, coadjuvando a defesa proporcionada pela Praça-forte de Caminha.

## Características
Fortificação marítima abaluartada, de pequenas dimensões e alçados simples, apresenta planta estrelada no estilo maneirista, sendo constituído por quatro baluartes desiguais. A face voltada ao mar é de forma curva, sendo a face oposta é côncava. Nesta rasga-se o portão de armas, em arco de volta perfeita. Em seu interior encontram-se as dependências de serviço, formando um corredor no centro da praça.
A sua tipologia estrutural apresenta semelhanças com os fortes da Areosa e de Montedor, cuja planimetria constituiu, à época, um avanço no sistema de defesa e vigia. Acredita-se que este conjunto de fortes litorâneos possa ter sido delineado pelo mesmo arquiteto.